# Oberleitungsbus Sochumi

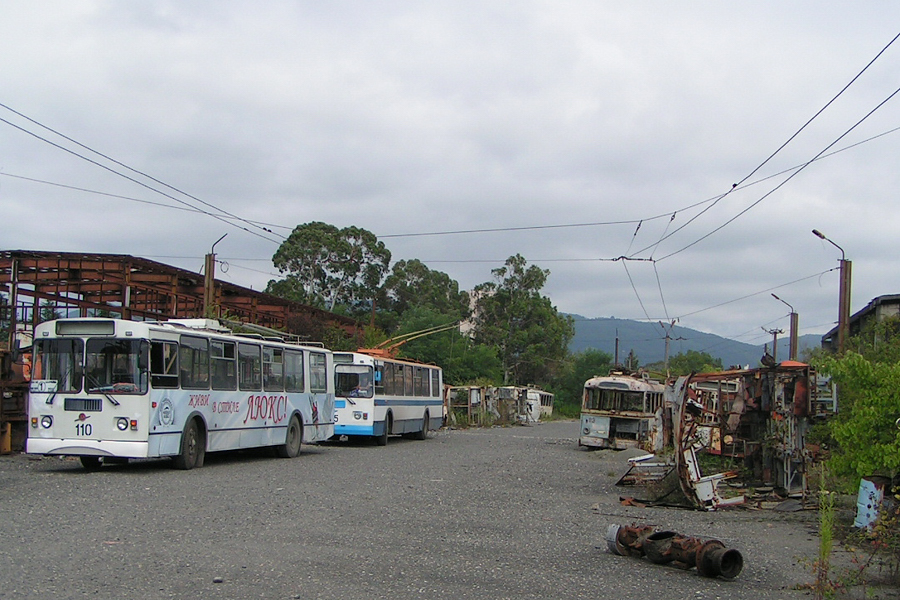
Der Betriebshof in Sochumi im Jahr 2006. Von den gezeigten Obussen ist inzwischen keiner mehr im Einsatz.

Der Oberleitungsbus Sochumi ist das wichtigste öffentliche Verkehrsmittel in Sochumi. Er ist das einzige Oberleitungsbusnetz in Abchasien und gleichzeitig das letzte noch bestehende in Georgien.

## Geschichte
1964 wurde in Sochumi, der damaligen Hauptstadt der Abchasischen Autonomen Sozialistischen Sowjetrepublik, mit dem Bau der ersten Obuslinie begonnen. Sie führte vom Nordwesten (Kreuzung Dserschinskowo/Eschba) am Bahnhof vorbei und durch die Innenstadt nach Turbasa und wurde am 3. Januar 1968 als Linie 1 eröffnet. Sie hatte eine Länge von 22 km. Bereits am 30. April 1968 wurde sie von Turbasa nach Kelasuri verlängert. Am 22. April 1970 nahm Linie 2 zwischen Zentralny Rynok (Markt) und Kelasuri den Betrieb auf. Von 1969 bis 1972 wurde westlich der Endhaltestelle der Linie 1 in Letschkop ein Betriebshof gebaut und am 1. Mai 1972 an das Liniennetz angeschlossen. Hierfür wurde Linie 4 zum Zentralny Rynok eingerichtet. Im August 1977 wurde Linie 2 von Kelasuri nach Kaschtak verlängert. Linie 1 endete weiterhin in Kelasuri, allerdings wurde Linie 3 von Kaschtak nach Letschkop neu eingeführt. Zu einem weiteren Ausbau des Obusnetzes kam es am 7. September 1981 mit dem Bau einer Zweigstrecke im Westen zum Schelesnodoroschny Possjolok, deren Bedienung von der Linie 3 übernommen wurde. Am alten Endpunkt in Letschkop verblieben die Linien 1 und 4, sie wurden am 5. Oktober 1982 durch eine Schleifenfahrt zum Mikrorajon Letschkop (Nowy Rajon) verlängert. Im August 1983 kam noch eine Strecke vom Zentralny Rynok nach Westen nach Majak hinzu. Sie wurde von einer neuen Linie 4A Majak – Mikrorajon Letschkop bedient. Damit erreichte das Obusnetz von Sochumi mit einer Streckenlänge von 42,8 km seine maximale Ausdehnung. In den 80er Jahren wurde Linie 3 aus Kaschtak zurückgezogen und die Endhaltestelle zum Zentralny Rynok verlegt.
1987 verkehrten somit in Sochumi fünf Obuslinien:
1 Kelasuri–Mikrorajon Letschkop
2 Zentralny Rynok–Kaschtak
3 Zentralny Rynok–Schelesnodoroschny Possjolok
4 Zentralny Rynok–Mikrorajon Letschkop
4A Zentralny Rynok–Majak
Wie auch in vielen anderen georgischen Städten gab es Ende der 1980er Jahre umfangreiche Ausbauplanungen, darunter eine 30 km lange Überlandlinie über Gulripschi zum Flughafen Babuschara. Vor dem Ende der Sowjetunion gelang es jedoch nicht mehr, mit diesen Netzausbauten zu beginnen.
Die Bedienung von Majak durch die Linie 4A wurde bereits 1990 eingestellt und die Strecke Zentralny Rynok–Majak bis 1991 abgebaut. Infolge Auflösung der Sowjetunion 1991 kam es zu einem Sezessionskrieg, mit dem Abchasien versuchte, sich von Georgien abzuspalten. Dadurch musste im November 1992 der Obusbetrieb vollständig eingestellt werden. Er wurde im April 1994 auf dem Abschnitt Zentralny Rynok–Kelasuri wieder aufgenommen. Nachfolgend wurde die Strecke nach Majak wieder aufgebaut, trotzdem wurde auch noch 2004 nicht das ganze Vorkriegsnetz bedient. Im Einsatz waren 2004 nur die Linien 1 und 2:
1 Zentralny Rynok–Mikrorajon Letschkop
2 Majak–Kelasuri
Die fehlenden Abschnitte zum Schelesnodoroschny Possjolok und nach Kaschtak wurden in den Folgejahren wieder in Betrieb genommen, so dass 2008 wieder das vollständige Netz bedient werden konnte. 2008 und 2009 verkehrten die folgenden Linien:
1 Zentralny Rynok–Mikrorajon Letschkop
2 Majak–Kaschtak
3 Mikrorajon Letschkop–Kaschtak
4 Zentralny Rynok–Schelesnodoroschny Possjolok
Linie 3 wurde nachfolgend eingestellt, es blieben aber alle Strecken weiterhin in Betrieb.

## Fahrzeuge
Zur Betriebseröffnung standen 15 ZiU-5 zur Verfügung. Für den nachfolgenden Netzausbau wurden weitere 25 Obusse des gleichen Typs beschafft. Die letzten ZiU-5 wurden 1980 ausgemustert. 1974 bis 1976 kamen sechs ZiU-9 und fünf Škoda 9Tr hinzu. Bis 1980 wurden weiterhin ZiU-9 und Škoda 9Tr parallel beschafft, dies waren 21 ZiU-9 und 16 Škoda 9Tr. Der Gesamtbestand bestand 1980 aus 24 ZiU-9 und 21 Škoda 9Tr. Ende der 1980er Jahre kamen noch zwei Škoda 14Tr sowie weitere ZiU-9 hinzu, der Bestand sank jedoch bis 1990 auf 32 Obusse.
Nach dem Ende der Sowjetunion waren zunächst wie bei allen georgischen Obusnetzen keine Neubeschaffungen möglich. Dadurch sank der verfügbare Einsatzbestand bis 2003 auf zwölf Fahrzeuge. Durch Unterstützung aus Russland gelangten 2003 drei ZiU-682G des Baujahres 1993 aus Moskau nach Sochumi. 2004 konnten sieben ZiU-682G-016 neu beschafft werden. Zehn weitere Obusse dieses Typs der Baujahre 2001 und 2002 wurden 2005 aus Moskau nach Sochumi abgegeben. Dies ermöglichte die Ausweitung des Verkehrs auf Vorkriegsniveau.
Wiederum durch Unterstützung aus Russland konnte bereits 2010 der gesamte Fahrzeugpark ausgetauscht werden. 20 Obusse des Typs ZiU-682G-016.04 und fünf des Typs Trolsa 5275.07 Optima wurden nach Sochumi geliefert, sie bestreiten heute den Gesamtverkehr.